# The Woman Who Lied
The Woman Who Lied è un cortometraggio muto del 1915 diretto da Lucius Henderson. Prodotto dalla Victor Film Company e distribuito dall'Universal Film Manufacturing Company, era interpretato da Mary Fuller, William Heidloff, Edna Hunter, Charles Ogle, Paul Panzer, Milton Sills e dalla piccola Eldine Stuart.

## Trama
Dopo una recita emozionante e piena di pathos, la famosa attrice Cleo Martell si ritira nel suo camerino dove riceve, da sola, Gordon Trent, un suo ammiratore fin troppo ardente. I due, però, vengono sorpresi dal marito di Cleo che, furioso, ingaggia con il rivale una violenta colluttazione che va a finire tragicamente con la morte del marito per mano di Trent. Sul posto giunge anche Jack Stanley, attirato dalle grida di aiuto e dai rumori della lotta, ma Cleo, che vuole salvare l'amante, lo accusa di essere lui l'assassino. Con Jack in carcere, Trent ha buon gioco quando si mette a corteggiarne la fidanzata, la ricca Helen Forde, convinta che Jack sia colpevole non solo del delitto ma anche di averla tradita con l'attrice. Quando i due si sposano, la gelosa Cleo rivela a Helen la verità su quello che è veramente accaduto la sera della morte del marito. Betty, la figlia di Helen, piange disperatamente a causa dell'infelicità della madre e le sue lacrime spingono Cleo ad allearsi con Helen contro Trent. Le due donne partono per l'Ovest, dove Jack, evaso di prigione, sta cercando di rifarsi una vita lavorando come cowboy. Decisa a rimettere le cose a posto, Cleo riesce a farsi firmare una confessione dall'ex amante. L'uomo, poi, scambiato da una banda di inseguitori per l'evaso, verrà ucciso mentre Helen e Jack finalmente si riuniranno.

## Produzione
Il film fu prodotto dalla Victor Film Company.

## Distribuzione
Il copyright del film, richiesto dalla Universal Film Mfg. Co., Inc., fu registrato il 1º ottobre 1915 con il numero LP6528.
Distribuito dall'Universal Film Manufacturing Company, il film - un cortometraggio di tre o quattro bobine - uscì nelle sale cinematografiche statunitensi il 6 ottobre 1915.